# Música da Romênia

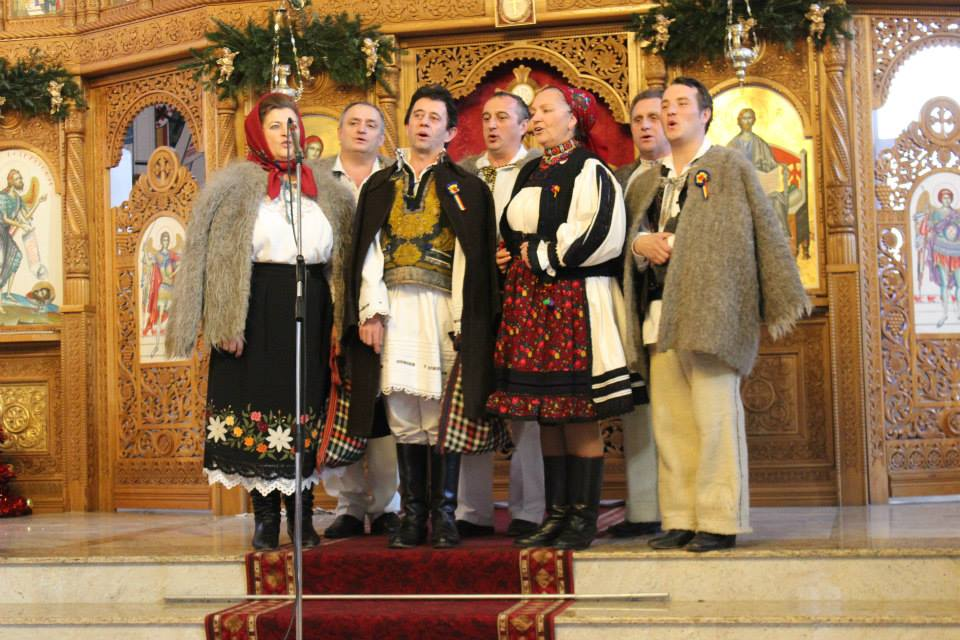
Flori Grupo de Canção Romena no "Festival de Costumes e Tradições de Inverno", Negreşti-Oaş, 2013

A Romênia é um país europeu cuja população inclui comunidades de romenos étnicos, húngaros e Roma (ciganos). Tal como na Hungria e noutros países vizinhos, a música popular moderna da Roménia é fortemente influenciada por músicos roma, os lăutari, cuja música de café da era da Segunda Guerra Mundial foi modificada para ser tocada por conjuntos orquestrais populares. A Roménia também tem cenas desenvolvidas de hip-hop, heavy metal e rock and roll. As tarefas da tradição folclórica continuam a ser populares, e alguns músicos folclóricos alcançaram fama nacional.
Por conta de sua história, a Romênia foi influenciada por culturas eslavas, cristãs, turcas, magiares e germânicas.

## Música tradicional

### Banato
No Banato, o violino é o instrumento folclórico mais comum, hoje tocado em conjunto com instrumentos de sopro (madeiras) importados. Outros instrumentos são o taragot (muitas vezes tocado com um saxofone), que foi importado da Hungria na década de 1920. Efta Botoca está entre os músicos de maior renome do Banat.

### Bucóvina
A Bucovina é uma província remota e as suas tradições incluem alguns dos mais antigos instrumentos romenos, incluindo a şilincă e a cobza. Também se tocam flautas (fluieraş ou fluier mare), em geral acompanhadas por uma cobza (mais recentemente por um acordeão). Violinos e instrumentos de sopro (metais) foram importados em tempos modernos.

### Crişana
A Crişana tem uma antiga tradição de uso do violino, frequentemente em duetos. Este formato também pode ser encontrado na Transilvânia, mas aí é uma tradição mais antiga. Petrică Paşca ajudou recentemente a popularizar o taragot na região.

### Dobruja
A população da Dobruja é especialmente diversa, e existem elementos de músicas tradicionais tártara, turca e búlgara entre as populações da região.

### Maramureş e Oaş
O conjunto folclórico típico de Maramureş é composto por zongora e violino, frequentemente acompanhado a tambor. O taragot, o saxofone e o acordeão foram introduzidos recentemente.
Em Oaş, é usado um violino adaptado para soar mais estridente, acompanhado pela zongora. O canto desta região também é único, estridente com elementos melódicos arcaicos.

### Moldávia
Violino e ţambal são o formato moderno mais comum na música de dança moldava. Antes do século XX, no entanto, o violino era geralmente acompanhado pela cobza. Conjuntos de metais são hoje encontrados na parte central da região. Entre os violinistas de maior renome da região conta-se Ion Drăgoi.

### Transilvânia
A Transilvânia é histórica e culturalmente mais próxima dos países da Europa Central do que da Europa de Sueste, e a sua música reflecte estas influências. Habitada por romenos, szeklers, húngaros, alemães, sérvios, eslovacos, roma (ciganos) e outros, a Transilvânia é há muito um centro de música folclórica, que foi aqui preservada mais fortemente do que no resto da Roménia. Bartók e Kodály coligiram muitas canções populares da Transilvânia no início do século XX. Nos nossos dias, os Deep Forest incluíram canções folclóricas transilvanas nos seus álbuns.
O violino, a viola e o baixo, por vezes com um cimbalom, formam a o conjunto mais frequente. São usados para tocar uma grande variedade de canções, incluindo vários tipos de canções de casamento específicas.
Os húngaros da Transilvânia são conhecidos pelas suas culturas musicais vibrantes, em especial aquela das redondezas de Hunedoara e de outras áreas, famosas por canções hajnali e pela dança masculina legényes. Os csángós têm um dialecto húngaro distinto e música antiga, e são conhecidos por uma espécie de violoncelo percussivo chamado gardon.
O tambor, a guitarra e o violino compõem a banda típica de Maramureş, e rabequistas virtuosos também são populares na área. Em finais da década de 1990, organizou-se o festival de música Maramuzical para atrair a atenção para a música indígena da zona.

### Valáquia
A Valáquia é o lar das bandas taraf, que talvez sejam a expressão mais bem conhecida da cultura tradicional romena. As danças associadas aos tarafs são, entre outras, o brâu, o geamparale, a sârba e a hora. A rabeca dirige a música, acompanhado pelo cimbalom e o baixo. As letras das canções são frequentemente acerca de heróis como os Haidouks. O Taraf de Haidouks é um taraf particularmente famoso, que alcançou a atenção internacional desde a sua estreia em 1988 na discográfica Ocora.

#### Muntênia
Há muito a região capital da Roménia, a Muntênia tem um conjunto de instrumentos mais diversificado. O fluier e o violino são os elementos melódicos tradicionais, mas hoje os clarinetes e os acordeões são usados com maior frequência. Entre os acordeonistas incluem-se os executantes de renome Vasile Pandelescu e Ilie Udilă.

#### Oltênia
A música e dança popular da Oltênia são semelhantes às da Muntênia. São usados violinos e flautas, bem como o ţambal e a guitarra, que substituem a cobza como apoio rítmico para os tarafs.
,e hoje temos vários cantores de hip-hop rômantico assim com:Akon-\mr.Lonely,Mario Winans-I don't wanna know.

## Música clássica
Com a independência da Romênia em 1860, um estilo nacional foi buscado pelos compositores locais, tanto na música religiosa (George Muzicescu) quanto na secular, sendo esta última vertente essencialmente "importada" da Áustria e da Itália. Concomitantemente, instituições de ensino, pesquisa e apresentação musical começaram a se estabelecer.
Os primeiros compositores treinados no exterior foram Adolf Flechtenmacher, que compôs a primeira operata do país, e Edward Caudella. Outros nomes notórios são Demetri Kiriac, George Enescu, Stan Golestan, Michel Audrico, Alfred Alessandrescu, Marcel Mihalovici, Filip Lazar, Paul Constantinesco, George Georgescu, Sergiu Celibidache, Constantin Silvestri e Dinu Lipatti, além de Ciprian Porumbescu.

## Contemporânea
Alguns dos mais proeminentes músicos contemporâneos da Roménia:

### Musica clássica e tradicional
- Radu Lupu
- Ileana Cotrubas
- Maria Tănase
- Gheorghe Zamfir

### Jazz
- Anca Parghel

### Hip-Hop, Rap, Alternativa
A cena hip hop na Roménia gerou vários grupos conhecidos, incluindo os B.U.G. Mafia.

### Pop
- Akcent
- Alexandra Stan
- Andreea Banica
- Anna Lesko
- Connect-R
- Edward Maya
- Haiducii
- Inna
- O-Zone (da República da Moldávia)
- Vika Jigulina